# 姚溍
姚溍（1470年—？年），字维晋，浙江宁波府慈谿縣人，明朝政治人物。

## 生平
治《詩經》，弘治十四年（1501年）由國子生中式辛酉科浙江鄉試第七十三名舉人，正德三年（1508年）戊辰科第二甲第一百十一名進士。授刑部主事，官至刑部员外郎。

## 家族
曾祖姚愚，加赠鎮江知府。祖姚堂，右参政。父姚鉌，贡士。母冯氏。行二十二，慈侍下，兄姚浒。